# محافظات سيراليون

خريطة محافظات سيراليون الأربع مع المنطقة

تنقسم سيراليون إلى 4 محافظات ومنطقة واحدة. وتنقسم هذه المحافظات إلى 16 ضاحية وتنقسم الضواحي إلى 190 مشيخة.
- المحافظة الشرقية
- المحافظة الشمالية
- المحافظة الشمالية الغربية
- المحافظة الجنوبية
- المنطقة الغربية